# Александър I (Русия)
Вижте пояснителната страница за други личности с името Александър I.
Александър I Павлович Благословения (12 декември 1777 г., Санкт-Петербург – 1 декември 1825 г., Таганрог) е Всеруски Император и самодържец (от 24 март 1801 г.) от династията Холщайн-Готорп-Романов. По-късно приема и титлите велик княз на Финландия и цар на Полша.
Александър Павлович е най-възрастният син на император Павел I и Мария Фьодоровна. Той наследява трона след като баща му е убит. Управлява Русия по време на Наполеоновите войни, като в различни периоди взема участие в съюз с едната или другата страна. Александър I е сред създателите и основните поддръжници на международната система, установена на Виенския конгрес през 1815 г.
В началото на управлението си провежда умерено либерални реформи, разработени от Неофициалния комитет и Михаил Сперански. Във външната си политика лавира между Великобритания и Франция. В периода 1805 – 1807 г. участва в антифренски коалиции. През 1807 – 1812 г. временно се сближава с Франция. Води успешни войни с Османската империя (1806 – 1812 г.), Персия (1804 – 1813 г.) и Швеция (1808 – 1809 г.). По време на царуването на Александър I към Русия са присъединени териториите на Източна Грузия (1801 г.), Финландия (1809 г.), Бесарабия (1812 г.), бившето Варшавско херцогство (1815 г.). След нашествието на Наполеон в Русия през 1812 г.  оглавява антифренската коалиция на европейските държави в периода 1813 – 1814 г. Той е един от ръководителите на Виенския конгрес и е сред организаторите на Свещения съюз.
В последните години от живота си често говори за намеренията си да се откаже от престола и да се „отдалечи от света“. Неочакваната му смърт от коремен тиф в Таганрог поражда легендата за „старейшината Фьодор Кузмич“. Според тази легенда, в Таганрог е умрял и погребан не Александър, а негов двойник, докато през това време царят живял дълго като старейшина-отшелник в Сибир и умрял в Томск през 1864 г.

## Име
Баба му Екатерина II му дава името Александър в чест на Александър Невски. Другият си внук Екатерина нарича Константин в чест на Константин Велики. По план Константин следвало да освободи Константинопол от турците, а Александър – да стане император на новата империя. Съществуват обаче сведения, че тя искала да види на престола на Гръцката империя именно Константин.

## Детство, възпитание и образование
Александър I израства в интелектуалния двор на Екатерина Велика. Възпитателят му – швейцарецът-якобинец Фредерик Сезар Лагарп, го запознава с принципите на хуманността на Русо, а военният му учител Николай Салтиков – с традициите на руската аристокрация. Неговият баща му предава своята страст към военния парад и го учи да съвместява духовната любов към човечеството с практическата грижа за ближния. Екатерина II счита своя син Павел за неспособен да заеме престола и планира да въздигне Александър, въпреки баща му.
Много черти от своя характер Александър дължи на своята баба, която го отнема от майка му. Императрицата решава той да живее в Царско Село, далеч от родителите му, които пребивават в своите дворци (в Павловск и Гатчина) и рядко се появяват в „големия двор“. Александър е добро и гальовно дете, така че за царствената баба е огромно удоволствие да се занимава с него.
На 28 септември 1793 г. се жени за дъщерята на Баденския маркграф Луиза Мария Августа фон Баден, която приема името Елизавета Алексеевна.
За известно време Александър преминава през военна служба в Гатчинските войски, сформирани от баща му. Там придобива глухота на лявото ухо „от силнте изстрели на оръдията“.
През 1797 г. Александър е Петербургски военен губернатор, шеф на гвардейския Сименовски полк, командващ столичната дивизия, председател на Комисията по доставките на храни и изпълнява редица други задължения. От 1798 г. той председателства военния парламент, а от началото на следващата година заседава в Сената и в Държавния съвет.

## Възкачване на престола
В два и половина през нощта на 12 март 1801 г. граф Петър Алексеевич Пален съобщава на Александър за убийството на баща му.
Още по време обръщението си от 12 март 1801 г., новият император приема задължението да управлява народа „според законите и според сърцето на своята премъдра баба“. В указите си, както и в личните разговори, императорът поддържа основното правило, от което се ръководи: на мястото на личния произвол да въведе стриктна законност. Императорът неведнъж изтъква основния недостатък, от който страда руския държавен ред. Този недостатък той нарича „произволът на нашето управление“. За отстраняването му е необходимо да се разработят фундаментални закони, каквито почти няма дотогава в Русия.
За един месец Александър връща на служба всички уволнени предсрочно от Павел, сваля забраната за внасяне на различни стоки и продукти в Русия (в т.ч. книги и музикални школи), обявява амнистия за бегълците, възстановява дворянските избори и т.н. На 2 април възстановява действието на Хартата на дворянството и градовете и ликвидира тайната канцелария.
Още преди възкачването на Александър на престола, около него се събират група „млади приятели“ (граф П. А. Строганов, граф B. П. Кочубей, княз Адам Чарторийски, Н. Н. Новосилцев), които от 1801 г. започват да играят много важна роля в управлението на държавата. Още през май Строганов предлага на младия цар да сформира неофициален комитет и в него да обсъжда плановете за държавното преобразуване. Александър се съгласява и след това приятелите на шега го наричат Комитет за спасение на обществото.
На 16 юни 1801 г. в Петербург е подписана руско-английската конвенция, която завършва с междудържавна криза, а на 10 май е възстановена руската мисия във Виена. На 8 октомври 1801 г. е подписан мирен договор с Франция, на 11 октомври е сключена секретната конвенция.
На 15 септември 1801 г. в Успенската църква в Москва Александър е коронован от Московския митрополит Платон (Левшин). Използван е същият ритуал за коронация, както и при коронацията на Павел I, но разликата е в това, че императрица Елизавета Алексеевна „по време на своята коронация не е на колене пред съпруга си, а приела права короната на главата си“.

## Вътрешна политика

### Реформа на висшите органи на управление

#### Неофициален комитет
Още в първите дни от царуването си, новият император се заобикаля с хора, които да му помагат в преобразувателните дела. Това са бивши членове на великокняжеския кръжок: граф П. А. Строганов, граф В. П. Кочубей, княз А. Чарториски и Н. Н. Новосилцев. Тези хора представляват така наречения „Неофициален комитет“, който се събира в периода 1801 – 1803 г. в уединената стая на императора. Заедно с него изработват плана на необходимите преобразувания. Задачата на този комитет е да помогне на императора „в системната работа над реформата на безформената сграда на управлението на империята“. Решено е предварително да се проучи сегашното положение на империята, след това да се преобразуват отделни части на администрацията и тези отделни реформи да завършат с „управление, създадено на базата на истинския национален дух“. „Неофициалният комитет“, който функционира до 9 ноември 1803 г., за две години и половина разглежда въпросите за осъществяване на сенатската и министерската реформа, дейността на „Постоянния съвет“, селския въпрос, проектите за коронацията от 1801 г. и редица външнополитически мероприятия.

#### Държавен съвет
Осъществява централното управление. Свиква се по лична преценка на императрица Екатерина. Държавният съвет от 11 април 1801 г. функционира като постоянно действащ и получава името „Постоянен съвет“. Той разглежда и обсъжда държавните дела и постановления. Състои се от 12 висши длъжностни лица без разпределение на департаменти. На 1 януари 1810 г. (по проекта на Михаил М. Сперански „Въведение в правния кодекс на държавните закони“) Постоянният съвет е преобразуван в Държавен съвет. Той се съдържа Общо събрание и четири департамента – законодателен, на военните работи, на гражданските и духовните дела и на държавната икономика (по-късно временно съществува и пети – за работата на Полското царство). За организиране дейността на Държавния съвет е създадена Държавна канцелария, a за държавен секретар е назначен Сперански. Към Държавния съвет са учредени Законодателна комисия и Комисия по петициите.
Председател на Държавния съвет е Александър I или някой от членовете му по разпореждане на императора. В състава на Държавния съвет влизат всички министри, както и лица от висшите служители, назначавани от императора. Държавният съвет не издава закони, а е съвещателен орган при разработване на законите. Неговата роля е да централизира законодателните дела, да обезпечи еднообразието на юридическите норми, да не допуска противоречия в законите.

#### Сенат
На 8 септември 1802 г. е подписан указ „За правата и задълженията на Сената“, който определя както организацията на самия Сенат, така и неговите отношения с другите висши институти. Сенатът е обявен за върховен орган в империята, съсредоточавайки в себе си висшата административна, съдебна и контролна власт. На него се дава правото на изявления по отношение на укази, които противоречат на други закони.
С оглед на редица условия, тези новопридобити права на Сената не го правят по-значим. По своя състав той си остава събрание от далеч не най-първите служители на империята. Непосредствени отношения на Сената с върховната власт не са създадени. Това определя характера на отношенията на Сената към държавния съвет, министрите и Комитета на министрите.

#### Светия Синод
На изменения е подложен и Светия Синод. Членовете му са от висшата духовна йерархия – митрополити и епископи, но се оглавява от цивилен чиновник на длъжност главен прокурор. По времето на Александър II представителите на висшето духовенство вече не се събират, а се свикват на заседания на Синода по избор на главния прокурор, чиито права са значително разширени.
От 1803 г. до 1824 г. длъжността главен прокурор изпълнявал княз А. Н. Голицин, който също от 1816 г. е и министър на народното просвещение.

#### Министерска реформа
На 8 септември 1802 г. с Манифеста „За създаването на министерствата“ започва министерската реформа – утвърдени са 8 министерства, които заменят колегиите (ликвидирани от Екатерина II и възстановени от Павел I), а именно:
- външни работи,
- военно сухопътни сили,
- морски сили,
- вътрешни работи,
- финанси,
- правосъдие,
- търговия,
- и народно просвещение.

Въпросите сега се решават еднолично от министър, който се отчита пред императора. Всеки министър има заместник и канцелария. Министерствата се подразделят на департаменти, които се оглавяват от директори; департаментите – на отделения, начело с началници на департамента; отделенията – на бюра, начело с началници на бюрата. За съвместно обсъждане на работата е учреден Комитет на министрите.
На 12 юли 1810 г. излиза изготвеният от М. М. Сперански манифест „За разделянето на държавните дела за специално управление“, на 25 юни 1811 г. – „Общо учредяване на министерствата“.
Този манифест разделя всички държавни дела „в действащ порядък“ на пет основни части:
- външни отношения – намират се в управлението на министерството на външните работи;
- устройство на външната безопасност – възложено на военното и морското министерство;
- държавна икономика, която се води от министерството на вътрешните работи, просвещението, финансите, Държавния ковчежник, Главното управление за ревизия на държавното счетоводство, Главното управление на пътищата и съобщенията;
- устройство на съда – граждански и наказателен, което се отнася към правното министерство;
- устройство на вътрешната безопасност, което влиза в компетенциите на министерството на полицията.

С Манифеста се провъзгласява създаването на нови централни органи на държавното управление – министерство на полицията и Главно управление на духовните работи на различните вероизповедания.
Броят на министерствата и приравнените към тях Главни управления по този начин достига дванадесет. Започва да се създава единен държавен бюджет.

### Програма за преустройство на Михаил Михайлович Сперански
В края на 1808 г. Александър I възлага на Сперански да разработи план за държавното преустройство на Русия. През октомври 1809 г. проектът, под название „Въведение в правния кодекс на държавните закони“, е представен на императора.
Задачата на този план – модернизиране и европеизиране на държавното управление чрез въвеждане на буржоазни норми и форми: „С цел укрепване на автокрацията и запазване на съсловния строй“.
Съсловия:
1. дворянство – има граждански и политически права;
2. „средно имотни“ – има граждански права (право на движима и недвижима собственост, свобода на занятията и придвижването, може да излиза от свое име пред съда) – търговци, земевладелци, държавни селяни;
3. „работещо население“ – има общи граждански права (гражданска свобода на личността): поземлени селяни, работници и домашна прислуга.

Разделение на властите:
- законодателни органи:
  - Държавната дума / съвет
  - провинциални (селски) съвети
  - окръжни съвети
  - местни съвети
- изпълнителни органи:
  - Министерства
  - провинциални (селски)
  - окръжни
  - местни
- съдебни органи:
  - Сенат
  - провинциални (разглеждат граждански и наказателни дела)
  - окръжни (граждански и наказателни дела).

Избори – четиристепенни с избирателен имуществен ценз за гласоподаватели: собственици–земевладелци, едрата буржоазия.
Към императора се създава Държавен съвет, но императорът запазва цялата си власт:
- сесиите на Държавната дума – императорът може да ги прекъсне и даже да ги разпусне, назначавайки нови избори. Държавната дума се разглежда като представителен орган към императора;
- министри – назначават се от императора;
- Състава на Сената – определя се от императора.

Проектът среща упорита съпротива от сенаторите, министрите и другите висши чиновници, и Александър I не се решава да го реализира.
На 1 януари 1810 г. обаче е учреден Държавния съвет по плана на Сперански.
На 12 юли 1810 г. и на 25 юни 1811 г. са преобразувани министерствата.
За началото на 1811 г. е подготвен проект за преобразуването на Сената, а през юни е внесен за разглеждане в Държавния съвет.
Предложено е Сената да се преобразува в две институции:
1. Управляващ Сенат – съсредоточава в себе си правителствените дела и комитета на министрите.
2. Съдебен Сенат – разделя се на четири местни отделения в съответствие с главните съдебни окръзи на империята: в Петербург, Москва, Киев и Казан.

Особеност на съдебния Сенат е двойствеността на неговия състав: едни сенатори се назначават от короната, а други се избират от дворянството.
Държавният съвет рязко разкритикува този проект, въпреки че мнозинството гласува „за“. Дори самият Сперански съветва да не го приемат.
По този начин от трите части на висшето управление – законодателна, изпълнителна и съдебна – остават преобразувани само две; третата (т.е. съдебната) не е засегната от реформата. За областното управление не е разработен проект за реформи.

### Финансова реформа
По изчисления от 1810 г. всички пуснати в обращение асигнации (първите руски хартиени банкноти) възлизат на 577 млн.; външният дълг – 100 млн.
Очакваните приходи за 1810 г. са около 127 млн.; разходите – около 193 млн. Предвижда се дефицит – 66 млн. асигнации.
Планира се прекратяване на новото печатане на асигнации и изземване постепенно на старите; следва повишаване на всички данъци (преки и косвени).
На 2 февруари 1810 г. и 11 февруари 1812 г. се увеличават всички данъци.

### Реформа в областта на образованието
През 1803 г. е въведено ново устройство на учебните заведения, което внася нови принципи в системата на образованието:
1. отменят се класовете в учебни заведения;
2. въведено е безплатно обучение за по-ниските му степени;
3. приемственост на учебните програми.

Нива в системата на образованието:
- университет
- гимназия в провинциалния град/село
- областни училища
- енорийско еднокласно училище.

Цялата система на образованието се води от Главното управление на училищата. То е базирано в 6 учебни окръга, начело на които са попечители. Над попечителите са учебните съвети към университетите.
Основани са пет университета: Дерптски (1802 г.), Виленски (1803 г.), Харковски и Казански (и двата през 1804 г.). Откритият през същата 1804 г. Петербургски Педагогически институт е преобразуван през 1819 г. в университет.
1804 г. – Университетския устав предоставя на университетите значителна автономия: избор на ректора и професорите, собствен съд, ненамеса на висшата администрация в работите на университетите, право на университетите да назначават учители в гимназиите и училищата от своя учебен окръг.
1804 г. – първият цензурен устав. Към университетите от професорите и магистрите са създадени цензурни комитети, подчинени на Министерството на народната просвета.
Основани са привилегировани средни учебни заведения – лицеи: през 1811 г. – Царскоселския, през 1817 г. – Ришельовския в Одеса, през 1820 г. – Нежинския.
През 1817 г. Министерството на народната просвета е преобразувано в Министерство на духовните работи и народното просвещение.
През 1820 г. в университетите е въведена инструкция за „правилното“ организиране на учебния процес.
През 1821 г. започва проверка за изпълнението на инструкцията от 1820 г., която не протича обективно (това се наблюдава особено силно в Казанския и Петербургския университети).

### Опит за решаване на селския въпрос
При встъпването на престола Александър I тържествено заявява, че оттогава прекратява разпределянето на държавните селяни.
12 декември 1801 г. – указ за правото на закупуване на земя от търговците, земевладелците, държавните селяни извън градовете (поземлените селяни получават това право едва през 1848 г.).
1804 – 1805 г. – първи етап на реформата в Прибалтика.
10 март 1809 г. – указ отменя правото на собствениците на земя да заточват своите селяни в Сибир за маловажни грешки. Потвърждава се правилото: ако селянинът веднъж вече е получил свобода, то той не може да бъде поробен отново от земевладелец. На собствениците е препоръчано да хранят селяните в гладните години. С позволението на земевладелците селяните могат да търгуват, да сключват договори.
От 1810 г. започва практиката да се организират военни населени места.
През 1810 – 1811 г., във връзка с тежкото финансово положение на хазната, на частни лица са продадени над 10 000 държавни селяни.
През ноември 1815 г. Александър I дарява с конституция Царство Полша.
През ноември 1815 г. на руските селяни е забранено да „търсят свобода“.
През 1816 г. – нови правила за организацията на военните селища.
През 1816 – 1819 г. – завършва селската реформа в Прибалтика.
През 1818 г. няколко царски служители получават секретно поръчение да разработят проекти за отмяна на крепостното право.
През 1822 г. е подновено правото на земевладелците да заточават селяните в Сибир.
През 1823 г. – указ потвърждава правото на потомствените дворяни да притежават крепостни селяни.

### Проекти за освобождаването на селяните
През 1818 г. Александър I поръчва на адмирал Мордвинов и на графовете Алексей Аракчеев и Гурев да разработят проекти за отмяна на крепостното право.
Проектът на Мордвинов:
- селяните получават лична свобода, но без земя, която остава за земевладелците.
- размерът на откупа зависи от възрастта на селянина: 9 – 10 години – 100 рубли; 30 – 40 години – 2000 рубли; 40 – 50 години и т.н.

Проектът на Аракчеев:
- освобождаването на селяните да се проведе под ръководството на правителството – да изкупят постепенно селяните, заедно със земята (по два акра на глава от населението), по договореност със земевладелците според цената на дадената местност.

Проектът на Гурев:
- бавно изкупуване на селската земя от собствениците в достатъчно количество; програмата е предвидена за 60 години, т.е. до 1880 г.

### Военните селища
В края на 1815 г. Александър I пристъпва към обсъждане на проекта за военните селища. Първият опит за внедряването на този проект е проведен през 1810 – 1812 г. за резервния батальон на Елецкия мускетарски полк, разположен в Бобилевското староство на Климовския уезд, Могилевска провинция.
Разработката на план за създаване на селищата е възложена на Аракчеев.
Цели на проекта:
1. да създаде ново военно-земеделско съсловие, което със свои сили може да поддържа постоянна армия, без да тежи на бюджета на страната; числеността на армията да се запазва като за във военно време;
2. да се освободи населението на страната от постоянния дълг – да издържа армията;
3. да покрие западното погранично пространство.

През август 1816 г. започва подготовка за превеждане на войските и жителите във военните селища. През 1817 г. са населени в Новгородска, Херсонска и Слободско-Украинската провинция. Броя на окръзите с военни селища продължава да нараства до края на царуването на Александър I, като постепенно опасва границите на империята от Балтика до Черно море.
Към 1825 г. във военните селища живеят 169 828 войници от регулярната армия и 374 000 държавни селяни и казаци.
През 1857 г. военните селища са премахнати. Тогава в тях вече има 800 000 души.

### Форми на опозиция: вълнения в армията, дворянски тайни общества, обществено мнение
Въвеждането на военните селища среща съпротива от страна на селяните и казаците, настанени там. През лятото на 1819 г. избухва въстанието в Чугуев, близо до Харков. През 1820 г. селяните по Дон се разбунтуват: 2556 селища са обхванати от бунта.
На 16 октомври 1820 г. Главната рота на Семьоновския полк подава молба да се отменят въведените жестоки заповеди и да се смени полковият командир. Чрез лъжа, ротата е арестувана и отведена в Петропавловската крепост.
За тази рота се застъпва целият полк. Той (полкът) е заобиколен от военния гарнизон на столицата и в пълен състав изпратен до Петропавловската крепост. Първият батальон е предаден на военния съд, а другите батальони са разформировани по различни армейски полкове.
През 1821 г. в армията е въведена тайна полиция.
През 1822 г. излиза указ за забрана на тайните организации и масонските ложи.

## Външна политика

### Първите войни против Наполеоновата империя (1805 – 1807)
По пътя на сключените редица договори през 1805 г. реално е оформена нова, трета коалиция на европейските монархии срещу революционна Франция. На 9 септември същата година Александър се намира в действащата армия. Въпреки че командир е Михаил Кутузов, в действителност главна роля при вземане на решения играе Александър. Императорът носи основната отговорност за разгрома на руско-австрийската армия при Аустерлиц.
На 22 ноември 1805 г. е сключено примирие, според което руската войска е длъжна да напусне австрийската територия. На 20 юни 1806 г. в Париж е подписан руско-френски мирен договор. През септември 1806 г. Прусия започва война против Франция. На 28 ноември 1806 г. Александър обявява, че Руската империя се включва във войната срещу Франция. На 16 март 1807 г. Александър преминава с армията през Рига и Митава и на 5 април достига Главната квартира на генерал Леонтий Бенингсен. Този път Александър се намесва по-малко в решенията в сравнение с предходната кампания. След разгрома на руската армия във войната е принуден да пристъпи към мирни преговори с Наполеон.

### Руско-шведската война (1808 – 1809)
Причина за войната е отказът на краля на Швеция Густав IV Адолф да се присъедини към антианглийската коалиция и да спазва континенталната блокада.
На 9 февруари 1808 г. войската на Буксхьовден нахлува във Финландия без официално да обяви война. Такава е обявена на 16 март.
Руската войска завзема Хелсингфорс (Хелзинки), обсажда крепостта Свеаборг, превзема Оландските острови и Готланд. Шведската армия е изтласкана в северна Финландия, а под натиска на британския флот се налага да остави Оланд и Готланд. Буксхьовден по своя инициатива пристъпва към сключване на примирие, което обаче не е одобрено от императора.
През декември 1808 Буксхьовден е сменен с О. Ф. фон Кноринг. На 1 март руската армия се отправя да прекоси замръзналия Ботнически залив в три колони, като главната е командвана от П. И. Багратион.
На 5 септември 1809 г. в град Фредриксхамн е сключен мир.
- Към Русия преминават Финландия и Оландските острови;
- Швеция се задължава да развали съюза с Англия и да сключи мир с Франция и Дания, за да се присъедини към континенталната блокада.

### Френско-руски съюз
На 25 юни 1807 г. е сключен Тилзитския мир с Франция, според условията на който Русия се задължава да признае териториалните изменения в Европа, да сключи примирие с Турция и да изведе войската си от Молдавия и Валахия, да се присъедини към континенталната блокада (разрив на търговските отношения с Англия), да предостави на Наполеон войска за войната в Европа, а също да встъпи като посредник между Франция и Великобритания. В отговор на Тилзитския мир англичаните бомбардират Копенхаген и отвличат датския флот. На 6 ноември 1807 г. Александър обявява разрива в търговските връзки с Англия. През 1808 – 1809 г. руските войски успешно провеждат руско-шведската война, присъединявайки към Руската империя Финландия. На 27 септември 1808 г. Александър I се среща с Наполеон в Ерфурт и на 30 септември 1808 г. подписва секретно споразумение, в което, в замяна на Молдова и Влашко, се задължава съвместно с Франция да действа против Великобритания. По време на франко-австрийската война 1809 г. Русия, като официален съюзник на Франция, изпраща на австрийската граница корпуса на ген. С. Ф. Голицин, но той не води много активни военни действия, а се ограничива в незначителни демонстрации.
През 1809 г. съюзът се разпада.

### Войните против Османската империя и Персия
В периода 1806 – 1812 г. Русия води война против Турция. Войната официално започва през декември 1806 г., когато Турция заставя владетелите на дружествено настроените към Русия Молдова и Влашко да се откажат от престола.

### Отечествената война 1812 г.
На 24 юни 1812 г., когато Великата армия започва да навлиза в Русия, Александър се намира на бал у генерал Бенигсен в имението Закрет, Вилнюс. Там той получава съобщение за началото на войната. На 25 юни заповядва на армията:

„Война! Вие защитавате вярата, Отечеството, свободата. Аз съм с вас.

Александър“ 

Също така издава манифест за началото на войната с Франция, който завършва с думите:

„Аз няма да положа оръжие докато и последният неприятелски войн не напусне царството ми.“

След това Александър изпраща към Наполеон А. Д. Балашов с предложение да започне преговори при условие, че френските войски напуснат пределите на империята. На 25 юни е в Свенцян. Пристигайки при действащата армия, той не обявява М. Б. Барклай де Толи за главнокомандващ и така сам приема командването. През нощта на 19 юли в Полоцк изоставя армията и заминава за Москва. Александър одобрява плана за отбранителни военни действия. Забранява да се водят мирни переговори, докато дори един вражески войник е останал на територията на царството му.

### Задгранични походи на руската армия. Виенски конгрес
Александър I участва в разработката на плана за кампанията 1813 – 1814 г. Намира се в щаб-квартирата на Главната армия и присъства при главните сражения през 1813 – 1814 г., оглавявайки антифренската коалиция. На 31 март 1814 г., начело на съюзните войски, влиза в Париж. Той е един от ръководителите на Виенския конгрес, който установява новия европейски порядък.

### Експанзията на Русия
По време на царуването на Александър територията на Руската империя значително се разширява: в руско поданство преминава Източна и Западна Грузия, Мегрелия, Имеретия, Гурия, Финландия, Бесарабия, голяма част от Полша (образувайки царство Полша). Присъединяването на Финландия към Русия по същество е акт по създаване на национална държава, каквато финландците дотогава нямат – на Боргоския сейм през 1809 г. Александър обещава да съхрани в непроменен вид основния закон на страната, „конституцията“, приета още през 1772 година. Този сейм възлага на руския император функции, които дотогава изпълнява кралят на Швеция, преди отстраняването му от властта. Окончателно се установяват западните граници на империята.

## Личност
Необикновеният характер на Александър I е особено интересен, защото той е една от важните личности в историята на XIX век. Провежданата от него политика е много ясна и обмислена. Аристократ и либерал, едновременно загадъчен и известен, той се оказва загадка за своите съвременници, която всеки разгадава според своите представи. Наполеон го счита за „изобретателен византиец“, за северния Талма, за актьор, който е способен да изиграе всяка значима роля.
Известно е също, че Александър I е наричан в двора си „Загадъчният сфинкс“. Висок, строен, красив млад човек със светли коси и сини очи. Свободно владее три европейски езика. Има прекрасно възпитание и блестящо образование.
Друг елемент от характера на Александър I се сформира след 23 март 1801 г., когато се възкачва на престола след убийството на баща му: загадъчна меланхолия, готова всеки момент да премине в екстравагантно поведение. Отначало тази негова черта от характера съвсем не се проявява – млад, емоционален, впечатлителен, едновеременно доброномерен и егоистичен, Александър още в началото решава, че ще играе велика роля на световната сцена и с юношеско усърдие се захваща да реализира своите политически идеали.
След като временно оставя на позициите им старите министри, които свалят император Павел I, с един от първите си укази назначава т.нар. неофициален комитет с ироничното название „Comité du salut public“ (препратка към френския революционен „Комитет за обществено спасение“), състоящ се от млади и пълни с ентусиазъм приятели: Виктор Кочубей, Николай Новосилцев, Павел Строганов и Адам Чарториски. Този комитет трябва да разработи схема за вътрешни реформи. Важно е да се отбележи, че либералът Михаил Сперански става един от най-близките съветници на царя и съставя множество проекти за реформи. Техните цели се основават на възхищението им от английските постижения. Тези цели значително превъзхождат възможностите на тяхното време и даже след като стават министри, те успяват да реализират много малка част от собствената си програма. Русия не е готова за свобода и Александър, който е последовател на революционно настроения Фредерик Сезар Лагарп счита себе си за „щастлива случайност“ на царския престол. Той говори със съжаление за „състоянието на варварство, в което се намира страната заради крепостния строй“.

### Семейство
През 1793 г. Александър се жени за Луиза Мария Августа фон Баден (която приема православното име Елизавета Алексеевна) (1779 – 1826 г., дъщеря на Карл Лудвиг фон Баден. Двете им дъщери почиват в ранното си детство:
1. Мария (1799 – 1800);
2. Елизавета (1806 – 1808).

Бащинството на двете момичета в семейството се смята за съмнително – за първата се предполага, че е дъщеря на Адам Чарториски; за баща на втората е сочен кавалергардският щаб-капитан Алексей Охотников.
В течение на 15 години Александър има на практика второ семейство с Мария Наришкина (с моминско име Четвертинска). Тя му ражда две дъщери и един син и настоява Александър да се разведе с Елизавета Алексеевна и да се ожени за нея. Изследователите също отбелязват, че Александър е свързан още от юношеството си с доста близки и лични отношения със сестра си Екатерина Павловна.
Историците му причисляват 11 извънбрачни деца.

### Оценки на съвременниците
Сложността и противоречивостта на неговата личност не трябва да се подценяват. При всичкото разнообразие на отзиви за Александър, всички те съвпадат в едно – признанието за потайността и неискреността като основни черти на характера на императора.
Източниците на тези черти трябва да се търсят в нездравата обстановка на императорския дом.
Екатерина II обожава внука си, нарича го „господин Александър“, препоръчва го, подминавайки Павел, за наследник на трона. Августейшата баба фактически отнема детето от родителите му и, като установява само определени дни за срещи с тях, се заема сама с възпитанието на внука. Тя съчинява приказки (една от тях, „Царевич Хлор“, е известна и в наши дни), тъй като смята, че литературата за деца се намира на недостатъчно добро ниво; съставя „Бабината азбука“, вид специално обучение, набор от правила за образованието на наследниците на трона, който се основава на идеите и възгледите на английския рационалист Джон Лок.
От своята баба бъдещият император наследява услужливостта на ума си, умението да завладява събеседника си, страстта към актьорската игра, граничеща с двуличието. В това отношение Александър едва ли не превъзхожда Екатерина II. „Дори човек с каменно сърце няма да устои на обещанията на господаря, той е същински прелъстител.“, – пише М. М. Сперански.
„Искрен като човек, Александър бил изобретателен като грък в областта на политиката“ – такива са отзивите на Шатобриан.
Великите князе – братята Александър и Константин Павлович – са възпитавани по спартански: стават рано, спят на твърда постеля, ядат обикновена полезна храна. Това битие впоследствие им помага да понесат трудностите на военния живот.
Главен възпитател на наследника става швейцарският републиканец Федерик Сезар Лагарп. Той проповядва предимство и величие на разума, равенство между хората, нелепостта на деспотизма, отвращение от робството. Влиянието му върху Александър I е огромно. През 1812 г. императорът признава: „Ако го нямаше Лагарп, нямаше да го има и Александър“.

## Последните години от управлението на Александър I
Александър заявява, че по времето на Павел „три хиляди селяни били раздадени като торбички със скъпоценности. Ако цивилизацията беше развита по-добре, аз бих прекратил крепостното право, даже това да ми струваше главата“. Решавайки въпроса с поголовната корупция, той остава без верни хора, а попълването на правителствените позиции с немци и други чужденци само довежда до по-голяма съпротива срещу реформите му от страна на „старите руснаци“. Така управлението на Александър, започнато с великата възможност за подобряване, завършва със затягане на веригата около шията на руснака. Това се случва в по-малка степен заради корупцията и консерватизма на руския живот и в по-голяма степен – заради личните качества на царя. Неговата любов към свободата, въпреки сърдечността си, не е базирана на реалността. Той ласкае сам себе си, като си представя, че е благодетел на света, но неговия теоретичен либерализъм е свързан с аристократична своенравност, нетърпяща възражения. „Вие винаги искате да ме учите! – възразява той на Державин, тогавашен министър на правосъдието, – но аз съм император, и аз искам това и нищо друго!“ „Той беше готов да се съгласи, – пише княз Чарториски, – че всички могат да бъдат свободни, ако свободно правят това, което иска самия той.“.
Още повече, че този покровителствен темперамент се съчетава с обикновени слаби черти на характера – да се хваща за всяка възможност и да отлага прилагането на принципите, които публично поддържа. Един пример е масонството – въпреки че е забранено с императорски указ през 1822 г., то става почти държавна организация. Най-голямата масонска ложа в Руската империя по това време „Понт Евксински“, се намира в Одеса, и императорът я посещава през 1820 г. Преди да се увлече от православието, самият Александър покровителства масоните и по своите възгледи е по-голям републиканец, отколкото радикалните либерали в Западна Европа.
В последните години от управлението на Александър I особено влияние в страната придобива Алексей Аракчеев. Проявлението на консерватизма в политиката на Александър се институционализира чрез военните селища (от 1815 г.), а също и с поражението на професорските кадри в много университети.
Тъй като няма син, който да го наследи на трона, законен престолонаследник е брат му Константин Павлович. На 16 август 1823 г. обаче Константин се отрича от правото си и Александър издава секретен манифест, в който приема отричането на Константин и посочва за законен наследник по-младия им брат Николай Павлович.

## Смърт
Император Александър почива на 19 ноември 1825 г. в Таганрог, в дома на Папков, от треска и възпаление на мозъка на 47 години. Пушкин пише епитафия: „Всю жизнь свою провел в дороге, простыл и умер в Таганроге“.
Скоропостижната смърт на императора поражда сред народа множество слухове (Николай Шилдер в своята биография на императора публикува 51 мнения, възникнали в течение на няколко седмици след смъртта на Александър). Един от слуховете е, че „господарят е избягал под прикритие в Киев и там, живеейки праведно, во Христа ще дава съвети, които са нужни на настоящия цар Николай Павлович, за да подобри управлението на държавата“.
Друга версия, изложена в книгата на граф Артьом Череп-Спиридович, „Скритата ръка“:
„След като обядвал в еврейската синагога, той се върнал в Таганрог и се почувствал зле“.
„Той вече знаел за съществуването на таен заговор за неговото убийство“.
Царят извикал своя лекар сър Джеймс Уилис:
„О, приятелю мой! Що за чудовища, що за неблагодарни негодници! А аз така искрено желаех тяхното благополучие!“.
Царят бил отровен от Aqua Tofana, но официално било обявено, че се е разболял от коремен тиф, поради страховете от масови погроми върху евреите.
Отровата действала бавно, причинявайки на Александър невъобразими страдания. В някакъв момент им се сторило, че господарят може да бъде спасен и хората, като получили това известие, „започнали да пляскат от възторг“.
На 1 декември 1825 г. царят отворил очи и тъй като не бил в състояние да говори, целунал ръката на императрицата.
„След няколко минути той изпуснал последния си дъх“.
От действието на отровата лицето му почерняло!“
0
По-късно през 30-те и 40-те години на XIX век се появява легендата, че Александър, измъчван от угризения на съвестта (като предполагаем участник в убийството на своя баща), инсценира своята смърт, далеч от столицата, и започва отшелнически, скиталчески живот под името на старейшината Фьодор Кузмич (умира на 20 януари (1 февруари) 1864 г. в Томск).

## Други
- На Александър I е наречен град Александропол, днес Гюмри, в Армения.